# Simon Vetter
Simon Vetter Laursen (født 21. maj 1995 i Aalestrup) er en dansk fodboldspiller, der siden sommeren 2015 har spillet for Kjellerup IF i 2. division.
I dag er Simon en lærervikar på Aalestrup Realskole, hvor han underviser i næsten alle fag på skolen, fx dansk, e-sport, matematik og historie.

## Klubkarriere
Vetter er opvokset i Aalestrup i en fodboldinteresseret familie. Farfaren Kjeld, faren Lars og onkel Rasmus har alle spillet divisionskampe for Viborg FF. Simon Vetter begyndte at spille fodbold i Aalestrup Idrætsforening, og havde som U/12-spiller én sæson i Viborg FF. I sommeren 2008 skiftede han til Aars IKs U/15 drenge-hold. Derefter begyndte han at spille håndbold, og droslede derefter lidt ned for fodbolden, indtil han ved en skolefodboldturnering blev tilbudt at komme til Viborg for at træne.

### Viborg FF
I sommeren 2010 skiftede Simon Vetter som ny U/17-spiller permanent til Viborg FFs elitesatsning FK Viborg. I januar 2012 underskrev han en ungdomskontrakt med VFF gældende til sommeren 2014.
Selvom Vetter kun var U/19 spiller, blev han 28. august 2013 udtaget til en pokalkamp på udebane mod Jammerbugt FC. Her fik han de sidste 12 minutter på banen, som afløser for Ousmane Sarr. Hermed blev Simon Vetter fjerde generation i familien, som fik debut for Viborg FFs førstehold. Få dage efter, 1. oktober, sad han på bænken i hele kampen i Superligaen mod F.C. København på Viborg Stadion. I marts 2014 sad han også på bænken i Viborgs kampe mod OB og Brøndby.
I sæsonen 2013/14 blev Simon Vetter klubbens topscorer på U/19-holdet, hvilket blev belønnet med en ét-årig fuldtidskontrakt, hvor han samtidig blev rykket op på klubbens bedste hold, der skulle spille i 1. division, efter nedrykning fra Superligaen.
Den 27. august 2014 fik Simon Vetter de første minutter i en ligakamp for Viborg FF, da han efter 81 minutter mod AC Horsens blev indskiftet på Viborg Stadion i stedet for Kevin Mensah. I den første halvdel af sæsonen i 1. division spillede Viborg 18 kampe. Her kom Vetter på banen i tre af dem, og fik samlet 18 spilleminutter. Han sad på bænken i ti hele kampe, og i fem var han ikke udtaget til truppen. I starten af sæsonen fik han 16 minutter i en pokalkamp mod AGF.
På grund af konkurrence fra de andre angribere i truppen som Jeppe Curth, Serges Déblé, Aleksandar Stankov og Alhaji Gero, havde Simon Vetter ikke udsigt til meget spilletid i foråret 2015, og han blev derfor resten af sæsonen og sin kontraktperiode med Viborg FF, udlejet til naboklubben Kjellerup IF, som på dette tidspunkt lå i bunden af 2. division Vest. Han scorede ét mål i foråret for klubben. Under lejemålet med Kjellerup, underskrev Simon Vetters lillebror, Jacob, en kontrakt med Viborg. Efter opholdet hos Kjellerup, hvor klubben var rykket ned i Danmarksserien, fik Simon Vetter i sommeren 2015 ikke forlænget sin kontrakt med Viborg FF.

### Kjellerup IF
Efter kontraktudløb med Viborg FF den 30. juni 2015 vendte Simon Vetter tilbage til Kjellerup IF, og lavede en amatøraftale med klubben. Den var netop rykket ud af 2. division, og skulle spille 2015-16 sæsonen i Danmarksserien. Efter 26 runder i Danmarksserien vandt Kjellerup rækken med 12 point ned til nummer to fra Vejgaard BK. Ud af klubbens 68 mål scorede Simon Vetter de ti, og blev Kjellerups tredje mest scorende spiller i sæsonen.
Efter ni kampe i 2. divisions, pulje 3, lå Kjellerup i starten af oktober 2016 på 4. pladsen, og Vetter havde ikke scoret nogle af klubbens 16 mål.